# Sänkesjö, Halland
Sänkesjö är en sjö i Laholms kommun i Halland och ingår i Lagans huvudavrinningsområde.